# زهرة حنكير
زهرة حنكير هي كاتبة وصحفية ومحررة لبنانية تحمل الجنسية البريطانية، وتعيش ما بين لبنان والمملكة المتحدة، درست العلوم السياسية في الجامعة الأمريكية ببيروت، ثم حصلت على دبلومة في دراسات الشرق الاوسط من جامعة مانشستر، وحصلت على زمالة مركز سكريبس هوارد في كلية الدراسات العليا للصحافة بجامعة كولومبيا.

## مسيرتها المهنية
عملت زهرة حنكير في صحيفة بلومبيرج نيوز في دبي إبان اندلاع ثورات الربيع العربي في تغطية أخبار الاقتصاد وأسواق المال، ثم كمحررة ثقافية في جريدة الشرق الأوسط، كما نُشرت لها الكثير من المقالات والتقارير الصحفية بالعديد من الصحف والمجلات والشبكات الإخبارية العربية والعالمية الأخرى مثل البي بي سي نيوز، وفايس نيوز، والجزيرة الإنجليزية، ولوس أنجلوس تايمز،
ظهرت زهرة حنكير في مارس 2020 في حلقة نقاشية في أسبوع أدليد للكتاب مع كل من الروائية العمانية جوخة الحارثي والصحفية الأمريكية الإيرانية آزاده مافيني.

## أعمالها ومؤلفاتها
ألفت زهرة حنكير العديد من المؤلفات، ومن أهمها:
- نساءنا على الأرض - مقالات بقلم نساء عربيات من العالم العربي: صدر لأول مرة في 6 أغسطس 2019 بالولايات المتحدة الأمريكية عن دار بينجن بوكس للنشر،[9][10] ثم صدر في المملكة المتحدة في 8 أغسطس 2019 عن دار هارفيل سيكر للنشر،[11] وكتبت مقدمة الكتاب الصحفية والإعلامية البريطانية الإيرانية الأصل كريستين أمان بور.[12][13][14]

## انتقادات
أعلنت زهرة حنكير في 9 سبتمبر 2020 رفضها لدعوة من مجموعة نساء العشرين (مجموعة مشاركة رسمية لمجموعة العشرين) للإشراف على قمتها السنوية التي تستضيفها المملكة العربية السعودية، وعبرت عن تضامنها مع المدافعات عن حقوق المرأة في المملكة العربية السعودية وخارجها، ومع لجين الهذلول التي لا تزال في سجون المملكة العربية السعودية. قوبل موقفها بأمواج عارمة من النقد والإساءة اللفظية من جانب أنصار النظام السعودي، وقد وصفت الناشطة الحقوقية الأمريكية سارة ليا ويتسن المديرة السابقة لقسم الشرق الأوسط وشمال أفريقيا في المنظمة الدولية لحقوق الإنسان هيومن رايتس ووتش تلك الانتقادات بأنها هجمات مدبرة من الحكومة السعودية، وليست محض رد فعل شعبي عنيف.